# David Albritton
David Donald Albritton (13. dubna 1913 Danville, Alabama – 14. května 1994 Dayton, Ohio) byl americký atlet – skokan do výšky. Účastnil se letních olympijských her 1936 v Berlíně, kde získal stříbrnou olympijskou medaili.

## Osobní život a sportovní kariéra
Byl jedním z prvních skokanů, který ke skoku používal styl straddle, na rozdíl od svého přemožitele z olympiády Cornelia Johnsona, který skákal stylem horine. Albritton měl mnoho společného s hrdinou berlínské olympiády Jesse Owensem. Nejenže byli oba tmavé pleti, ale oba se narodili v Alabamě v sousedních městech. Oba studovali na Střední technické škole v Clevelandu a pak navštěvovali Ohijskou státní univerzitu a byli členy afroamerického bratrstva Alpha Phi Alpha. Jeho členem byl i Cornelius Johnson.
Albrittonova závodní kariéra trvala patnáct let, během nichž získal sedm titulů Národní amatérské atletické unie. Později se stal středoškolským učitelem a trenérem a v letech 1961–1972 zasedal ve Sněmovně reprezentantů státu Ohio. V roce 1980 byl uveden do atletické Síně slávy USA. Je pohřben na Woodlandském hřbitově v Daytonu.

## Olympijská soutěž 1936
Při olympijské kvalifikaci amerických atletů 1936 dosáhl Cornelius Johnson výškou 207 cm na světový rekord, ale záhy nato jeho rekord vyrovnal dosud málo obvyklým straddlem i Dave Albritton. Bylo to poprvé v historii, kdy byl světový rekord dosažen sportovci tmavé pleti.
K samotné olympijské soutěži v Berlíně nastoupilo 40 závodníků, mezi nimiž nechyběli dva čeští zástupci. Do finále se splněním kvalifikačního limitu 185 cm dostalo plných dvaadvacet výškařů. Johnson přeskočil 203 cm a stal se olympijským vítězem. Další tři závodníci – Albritton, Kalevi Kotkas (Finsko) a Delos Thurber (USA) dosáhli shodného výkonu 200 cm. Protože tehdy ještě neexistovalo pravidlo o minimálním počtu pokusů, došlo na rozskoky. Na výšce 195 cm ztroskotal Kotkas a na 197 cm Thurber. Protože Albritton tuto výšku skočil, získal stříbrnou medaili. Při předávání medailí došlo ke skandálu, když Adolf Hitler odmítl podat ruku černým sportovcům.